# Parfait-Louis Monteil
Parfait-Louis Monteil (Parigi, 18 aprile 1855 – Herblay, 29 settembre 1925) è stato un militare ed esploratore francese. Tra il 1890 e il 1892 guidò una spedizione in Africa occidentale, viaggiando dal Senegal al lago Ciad e poi, attraverso il Sahara, fino a Tripoli.

## Inizi della carriera

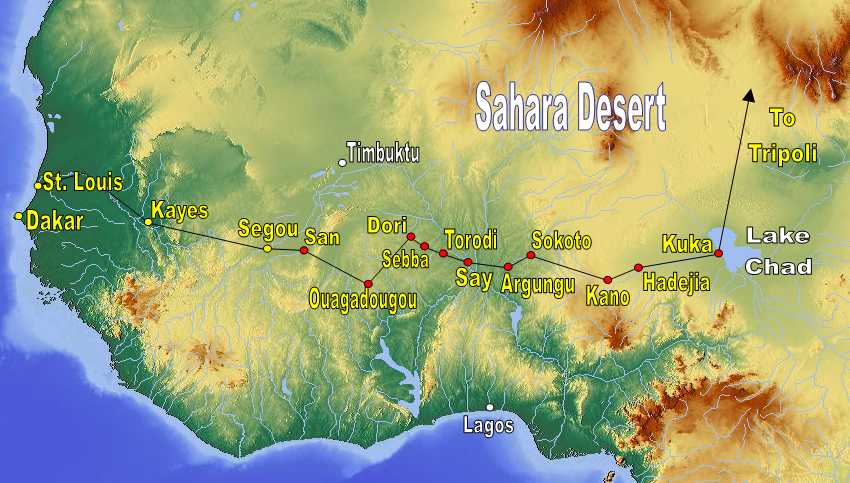
Percorso seguito da Monteil fino al lago Ciad durante la spedizione del 1890-1892

Monteil era il fratello maggiore dell'etologo Charles Monteil (1871-1949). Conseguì il diploma in scienze nel 1873 e fu ammesso all'École militaire de Saint-Cyr nel 1874. Nel 1876 si arruolò nella fanteria di marina e fu assegnato come sottotenente al 1º Reggimento di guarnigione a Cherbourg. Su sua richiesta, fu inviato in Senegal nel 1877, dove i suoi compiti comprendevano anche rilievi cartografici. Il 8 maggio 1879 fu nominato tenente. Nel 1884 fu nominato membro della Société de Géographie, della quale divenne ufficiale nel 1886. Durante il suo servizio in Senegal, fu influenzato dall'ex governatore della colonia, Louis Faidherbe, a cui Monteil fece regolarmente visita.
Dal 1886 al 1888 Monteil prestò servizio nel protettorato francese dell'Annam. L'8 maggio 1889 fu nominato cavaliere della Legion d'Onore. Prima di intraprendere il suo grande viaggio attraverso l'Africa occidentale nel 1890, si dedicò allo studio di un progetto ferroviario per collegare Bafoulabé e Bamako.

## Contesto politico

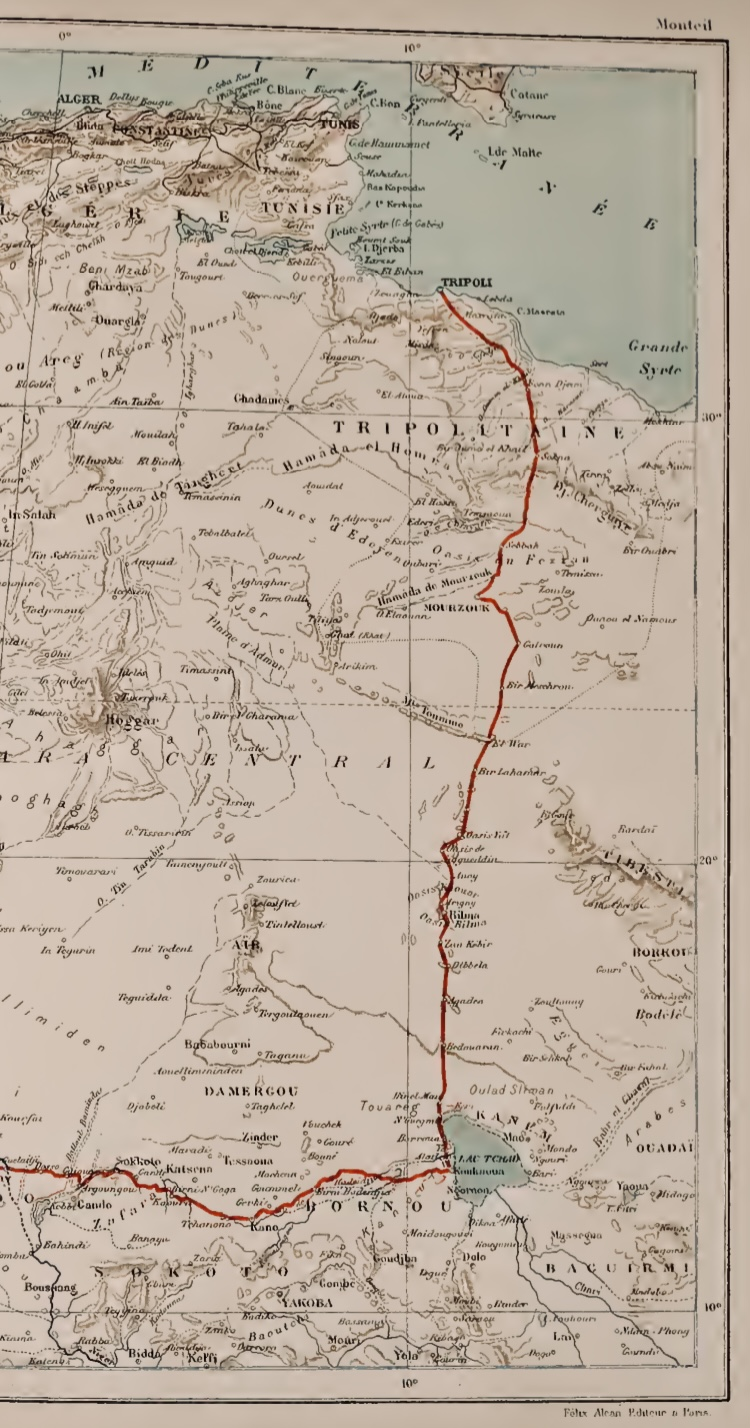
Mappa dell'itinerario di Monteil tra il Lago Ciad e Tripoli

Con la conferenza di Berlino del 1884-1885, Francia, Regno Unito, Germania, Portogallo e Italia giunsero a un accordo di massima sulla spartizione dell'Africa. Alla Francia fu assegnata la maggior parte dell'Africa occidentale, dall'Algeria e dalla Tunisia verso sud, attraverso il Sahara e il Sahel fino alla savana sudanese. Le altre potenze potevano estendere verso nord le loro colonie costiere, dal golfo di Guinea verso l'interno. Nel caso del Regno Unito, queste colonie comprendevano il Gambia, la Sierra Leone, la Costa d'Oro (odierno Ghana), la colonia di Lagos e il territorio rivendicato dalla Royal Niger Company.
Il 5 agosto 1890 i britannici e i francesi conclusero un accordo per chiarire i confini tra l'Africa Occidentale Francese e quella che sarebbe diventata la Nigeria. Il Regno Unito avrebbe acquisito tutti i territori fino al Califfato di Sokoto compreso, mentre i francesi avrebbero preso le terre più a nord. Poiché non era noto quale fosse l'estensione del Califfato di Sokoto, i francesi affidarono a Monteil una spedizione per scoprirne i confini settentrionali.

## Dal Senegal a Tripoli attraverso il Ciad
Monteil, sbarcato a Dakar, viaggiò in ferrovia lungo la costa fino a Saint-Louis dove arruolò portatori e tirailleurs sénégalais. Lasciò Saint-Louis il 9 ottobre 1890 e a risalì il fiume Sénégal in piroscafo, arrivando il 18 ottobre 1890 a Kayes, dove acquistò attrezzature e cavalli. Da qui raggiunse via terra Bamako, sul fiume Niger, che navigò fino a Ségou, ultimo avamposto dei francesi in Sudan. Il 23 dicembre 1890 Monteil lasciò Ségou, dirigendosi verso est: i Paesi che stava per esplorare erano noti per essere musulmani, si diceva che fossero ricchi di oro, schiavi e avorio, ma erano un territorio inesplorato per gli europei.
La spedizione soffrì per il caldo, le zanzare e la mancanza di acqua potabile, ma ottenne generalmente un'accoglienza amichevole e firmò alcuni trattati di amicizia. Gli Almami di San firmarono un trattato di pace che poneva la città sotto la protezione francese. Monteil ebbe parole di lode per il centro carovaniero di San, affermando che le transazioni potevano essere effettuate in totale sicurezza, senza dazi su importazioni, esportazioni o vendite.
Entrando nell'attuale Burkina Faso, Monteil offrì il protettorato francese a Wobgho, mogho naba dei Mossi e sovrano di Ouagadougou. Wobogo rifiutò di ricevere l'esploratore, che fu costretto a partire in fretta e furia.
Il 22 maggio 1891 raggiunse Dori, capitale del Liptako. Il sovrano locale, l'amiirou Amadou Issa, era in fin di vita e Monteil rimase coinvolto in una disputa per la successione. Monteil iniziò a negoziare un trattato con i seguaci di Issa, figlio dell'amiirou e primo in linea di successione, ma Sori, nipote dell'amiirou, riuscì a ottenere il sostegno necessario per prendere il potere.
In giugno Monteil si recò a Sebba, capitale dello Yagha, dove, dopo un considerevole pagamento al sovrano, fu sottoscritto un altro trattato. Da lì viaggiò via Torodi fino a Say, una grande città commerciale sul fiume Niger, che raggiunse il 19 agosto 1891. Proseguendo il suo viaggio verso Sokoto, passò per Argungu. Qui poté osservare che l'Emirato di Argungu era indipendente dal Califfato di Sokoto, fatto che in seguito fu motivo di disputa tra le autorità francesi e britanniche. Inoltre, contrariamente a quanto sostenuto dai britannici, Monteil trovò poche prove della presenza della Royal Niger Company nella regione, fatte salve alcune postazioni commerciali nell'Emirato di Gwandu a sud di Argungu.
Giunto a Sokoto, Monteil fu accolto dal califfo Abd ar-Rahman dan Abi Bakar, che all'epoca era impegnato in una guerra con l'emiro di Argungu. Il 28 ottobre 1891 Monteil firmò un trattato con il califfo, al quale presentò in dono sete, broccati, caftani ricamati e denaro. Affermò che al momento della sua visita le condizioni del califfato erano precarie, ma potrebbe aver sopravvalutato gli effetti della guerra e della recente ascesa di un sovrano impopolare. Poco dopo la partenza di Monteil, Sokoto sconfisse Argungu.
Monteil proseguì il suo viaggio, raggiungendo il 28 novembre 1891 l'importante centro commerciale di Kano e poi Hadejia. Il 9 aprile 1892 raggiunse Kuka, sulle rive del lago Ciad, dove fu accolto da un gruppo di 150 cavalleggeri vestiti con costumi variopinti su cavalli ricoperti da gualdrappe imbottite. I cavalieri fecero una carica con le lance spianate, ma si fermarono all'ultimo momento, in segno di rispetto e anche come prova di coraggio.
Scambiò cortesie con il sultano del Bornu, di cui fu ospite per diversi mesi mentre esplorava il paese intorno al lago – e mentre il sultano cercava di estorcergli doni in cambio di un salvacondotto.
Il 22 giugno 1892 Monteil fu promosso ufficiale della Legion d'Onore.
Quando, il 15 agosto 1892, gli fu finalmente permesso di partire, Monteil viaggiò verso nord attraverso il Sahara fino a Tripoli, raggiungendo il Mediterraneo il 10 dicembre 1892. Il suo viaggio aveva contribuito a chiarire agli europei, e ai francesi in particolare, la geografia e la politica della regione. Nel giro di 15 anni, quasi tutto il territorio visitato da Monteil era saldamente sotto il controllo coloniale francese.

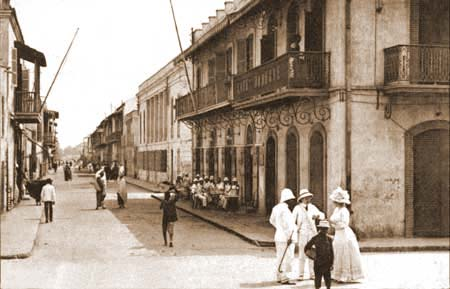
Rue Lebon a Saint-Louis, 1900 circa
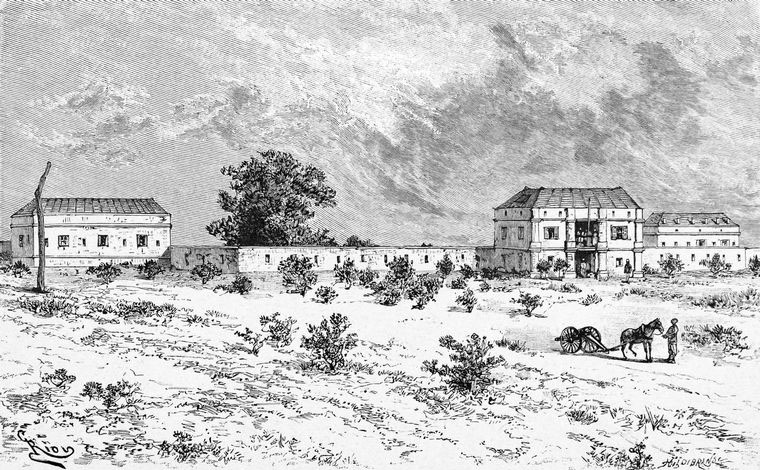
Forte francese di Bamako, 1883
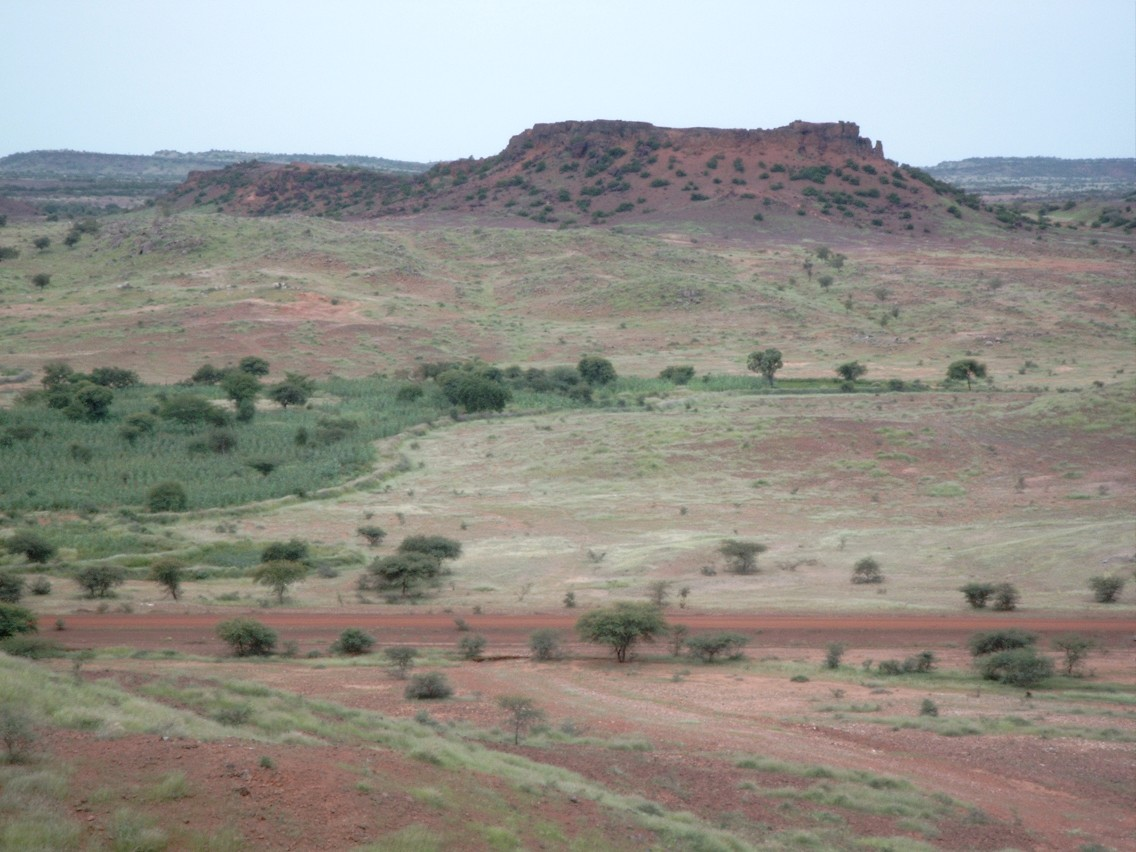
Paesaggio tra Dori e Yalgo
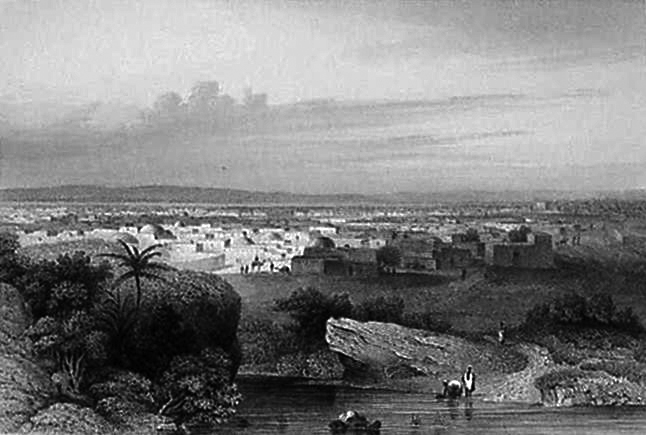
Kano

## Carriera successiva
Nel 1893 la Société de Géographie conferì a Monteil la Grande Medaglia d'Oro per il libro che aveva scritto sul suo viaggio.
Il successo della spedizione attraverso l'Africa occidentale impressionò lo statista Théophile Delcassé, che presentò Monteil al presidente Sadi Carnot, il 4 maggio 1893. Carnot voleva che Monteil intraprendesse una spedizione a Fashoda sull'alto Nilo, ma il 30 maggio 1893 Delcassé inviò Monteil nel Congo francese per portare rinforzi all'Ubangi-Sciari contro le intrusioni belghe.
Monteil arrivò al porto di Petit Loango il 24 agosto 1894, con l'intenzione di recarsi prima nell'Ubangi-Sciari e poi sul Nilo. Prima di partire per l'interno fu però inviato con urgenza in Costa d'Avorio, per contribuire a far fronte alla minaccia dell'imam-guerriero Samory Turé. Nel settembre 1894 diresse una spedizione nel paese dei Baulé in Costa d'Avorio, raggiungendo in dicembre Tiassalé per poi essere respinto a nord della città da una feroce resistenza. Il governatore del Sudan francese, Albert Grodet, si assunse parte della colpa del fiasco. Una grave ferita ricevuta durante la guerra contro Samory Turé pose fine alla carriera militare di Monteil.
Nazionalista antidreyfusardo, Monteil fu membro della Lega della Patria francese e guidò la Lega degli interessi della difesa nazionale. Tentò senza successo di entrare in politica (non fu eletto né alle elezioni legislative del 1898 e né a quelle presidenziali del 1899) e fu coinvolto nella colonizzazione del sud della Tunisia. Il 2 novembre 1920 fu promosso commendatore della Legion d'Onore. Morì a Herblay, Seine-et-Oise nel 1925.
Le carte personali del colonnello Parfait-Louis Monteil sono conservate presso gli Archives nationales de France.

## Opere scelte
- (FR) Parfait-Louis Monteil, Voyage d'exploration au Sénégal, Parigi, Papeete, 1882.
- (FR) Parfait-Louis Monteil, En France et aux colonies, vade-mecum de l'officier d'infanterie de marine, Parigi, Baudoin et Cie, 1884.
- (FR) Parfait-Louis Monteil, De Saint-Louis a Tripoli par le Lac Tchad, Voyage au Travers du Soudan et du Sahara Accompli Pendant les Années 1890-91-92, Parigi, Félix Alcan, 1894.
- (FR) Heinrich Barth, Paul Voulet e Parfait-Louis Monteil, Textes anciens sur le Burkina (1853–1897), Parigi, Sépia, 1897.
- (FR) Parfait-Louis Monteil, Une page d'histoire coloniale : la colonne de Kong, 1895, Parigi, Henri Charles-Lavauzelle, 1902.
- (FR) Parfait-Louis Monteil, Quelques feuillets de l'histoire coloniale, Parigi, Société d'éditions géographiques maritimes et coloniales, 1924.